# Stawka większa niż życie (powieść)
Stawka większa niż życie – powieść autorstwa Andrzeja Zbycha (pseudonim literacki Andrzeja Szypulskiego i Zbigniewa Safjana), wzorowana na scenariuszu polskiego spektaklu Teatru Telewizji (1965–1967) i serialu pod tym samym tytułem (1967–1968).

## O powieści
Akcja powieści została osadzona podczas II wojny światowej. Głównym bohaterem jest Stanisław Moczulski, Polak z Kościerzyny na Pomorzu, który z powodu łudzącego podobieństwa do Niemca Hansa Klossa pochodzącego z Kłajpedy został zwerbowany do współpracy przez wywiad radziecki (oficerem prowadzącym był pułkownik Jakubowski, mający polskie korzenie). Przez resztę wojny Moczulski jako oficer Abwehry zdobywa cenne informacje dla Sowietów jako agent J-23 oraz wywiadu Gwardii i Armii Ludowej pod pseudonimem „Janek”. W Ludowym Wojsku Polskim dochodzi do stopnia majora, natomiast jako Kloss zdobywa rangę hauptmanna oraz otrzymuje Krzyż Żelazny.
Treść opowiadań różni się od odcinków serialu i teatralnych, m.in. Staszek, główny bohater wcielający się w postać Klossa, ma na nazwisko „Moczulski”, kiedy w serialu nazywał się „Kolicki” i jest starszy o dwa lata, zaś Hermann Brunner, oficer Sipo-SD i najgroźniejszy przeciwnik Klossa, nosi w powieści imię „Otto”. Akcja opowiadania „W imieniu Rzeczpospolitej” dzieje się w Warszawie, a nie w Krakowie (w którym umiejscowiono „Spiskowców”), poznajemy imię, a raczej pseudonim antykwariusza, jednego z łączników J-23 z podziemiem - „Marcin”. Autorzy popełnili także szereg błędów stylistycznych (np. różni szefowie Klossa na jednej placówce mimo krótkiego upływu czasu czy konspirator Schmidt mający na imię raz Adam a raz Henryk) i historycznych (opisywane są czarne mundury SS, wycofane z użycia w 1939, a Kloss tytułowany jest agentem polskiego wywiadu, chociaż ten powstał w 1945, a J-23 pracował dla Sowietów i polskiego komunistycznego ruchu oporu). Zostały one wychwycone i poprawione przez „Klub Miłośników Stawki” współtworzący stronę www.stawkologia.pl.

## Rozdziały
Drugie narodziny

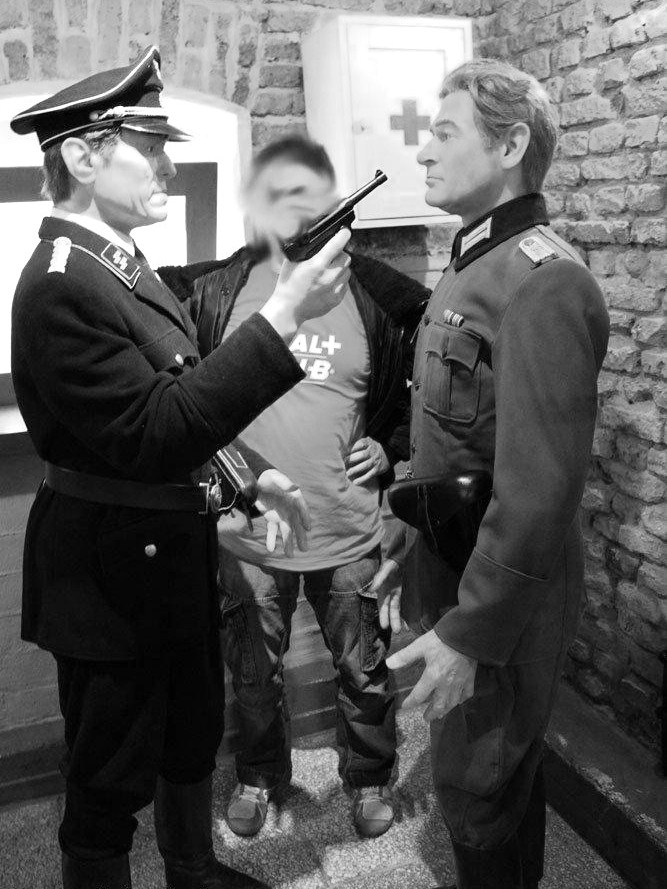
Figury Hermanna Brunnera (po lewej) i Hansa Klossa (po prawej)

Wiosna 1941. Z obozu pracy w Królewcu uciekają Francuz Pierre i Polak Stanisław Moczulski. Celem mężczyzn jest granica niemiecko-radziecka, do której dociera tylko Staszek. Pracownik radzieckiego wywiadu płk Jakubowski, Polak z pochodzenia, przedstawia przejawiającemu gotowość walki u boku Sowietów, jeśli III Rzesza uderzy na Związek Radziecki, Moczulskiemu sprawę ppor. Hansa Klossa, przedstawiciela mniejszości niemieckiej na Litwie i agenta Abwehry, do którego Staszek jest łudząco podobny. Polak zgadza się zostać radzieckim agentem J-23, po przeszkoleniu i zapoznaniu się z życiorysem Klossa przechodzi front. Kilka miesięcy później, w 1942, Sicherheitsdienst wpada na trop szpiega w szeregach jednej z dywizji. SS-Stuf Stedke dekonspiruje Klossa, który pozorując swoją śmierć ucieka do partyzantów. Po powrocie do Moskwy przedstawia Jakubowskiemu ryzykowny plan powrotu do Wehrmachtu.
Noc w szpitalu
Wrzesień 1942. Agent J-23 po powrocie z Wiesbaden pracuje w Generalnym Gubernatorstwie, w Borzentowie. W jego mieszkaniu zjawia się ranna łączniczka „Ewa”. Informuje Klossa o nieudanej akcji porwania przez oddział Gwardii Ludowej PPR „Lisa” prof. von Krucka, odpowiedzialnego za badania na bronią X-8. Z całego oddziału, na który Niemcy urządzili obławę, ocalała tylko ona, a Kruck przepadł. Pod osłoną nocy Kloss przewozi ranną dziewczynę do szpitala, w którym dyżur ma jedynie dr Jan Kowalski. Sprawa Krucka stawia na nogi miejscowe Abwehrstelle, kierowane przez mjr von Rhodego. Komunikuje on Klossowi, że wśród partyzantów oprócz fikcyjnych żandarmów była kobieta. Informuje go jednocześnie, o agencie M-18, który ma poinformować Niemców, jeśli ktoś spróbuje skorzystać z pomocy miejscowego szpitala. Nie zdradza oberleutnantowi jednak jego tożsamości. J-23 postanawia uratować dziewczynę oraz odnaleźć zaginionego profesora.
Kurierka z Londynu
Listopad 1942. Por. Hans Kloss kieruje referatem gospodarczym w Abwehrstelle Radom pod komendą płk. von Hohberga. Każe on Klossowi zakwaterować się w majątku w majątku Tadeusza hrabiego Przetockiego, teścia zaginionego w 1939 inż. Latoszka, który pracował przed wojną nad nowym stopem metalu. Z informacji Abwehry wynika, że inżynier mimo napiętych stosunków z teściem ukrył u niego dokumentację. Kloss ma stwarzać atmosferę zagrożenia, by dokumenty Latoszka przejął niemiecki agent, którego tożsamości Kloss nie poznaje. Oprócz niego i służby w domu znajdują się Zosia Latoszek, wnuczka Przetockiego i córka jego przyjaciela Jolanta Krzemińska, kurierka rządu emigracyjnego. Kilka dni później goszczą u hrabiego jego sąsiedzi, w rzeczywistości rtm. „Bohun” i por. „Żuraw” z Armii Krajowej wezwani przez Krzemińską, oraz szmugler Wincenty Pisarski.
Partia domina
22 grudnia 1942. Działająca we Wrocławiu siatka złożona z Polonii od trzech miesięcy nie prowadzi działań w związku ze śmiercią jej szefa, „Artura I” i podejrzeniem zinfiltrowania przez agenta Gestapo. Zadanie zbadanie sprawy otrzymuje J-23, który przyjeżdża do miasta na urlop. Jedyną osobą, z którą ma kontakt i której może ufać jest ślepy organista. Nowy szef siatki, „Artur II” o zdradę podejrzewa Lizę Schmidt, wnuczkę organisty i sekretarkę zastępcy szefa miejscowej komendy Sipo-SD, SS-Hstuf Ernsta Pollera. Rozkazuje on likwidację Lizy członkowi siatki, kolejarzowi Horstowi Kuschce. J-23 odwołuje rozkaz, a mimo to Kuschke zjawia się z bronią u Lizy. Kobietę w ostatniej chwili ratuje Kloss. Następnego dnia odnalezione zostają zwłoki Horsta, a „Artur” sugeruje Lizie, że to on był szpiegiem gestapo. Nakazuje jej likwidację żony Kuschki, Heleny.
Wsypa
Wczesna wiosna 1943. Kloss pracuje w Radomiu ochraniając prace inż. Meiera. Jego kontaktem z centralą i ruchem oporu jest Józef Filipiak ps. „Filip” działający w mieście jako dentysta Jan Sokolnicki. J-23 przekazuje mu informacje dotyczące prac nad nowym czołgiem. Na skutek działalności niemieckiego agenta „Wolfa” przyjaciel Klossa, SS-Hstuf Hermann Brunner, aresztuje „Filipa”. Jako przedstawiciel kontrwywiadu wojskowego por. Kloss zostaje zapoznany z działaniami Sipo-SD w dystrykcie kierowanymi przez SS-Ostubaf Geibla w sprawie Filipiaka i agenta, z którym się kontaktuje. Pod przykrywką rozpoznania terenu przed akcją Kloss, pod swoim pseudonimem „Janek”, dociera do Puszczy Kozienickiej, gdzie stacjonuje oddziału GL PPR „Bartka”, wraz z radiostacją. Zostaje jednak rozpoznany przez przebywającego w oddziale chłopca jako oficer niemiecki. „Florian”, pod nieobecność „Bartka” sprawujący komendę, nakazuje uwięzić Klossa.
Ściśle tajne
Maj 1943. Gwardziści z radomskiej grupy GL PPR dokonują sabotażu w zakładach inż. Erwina Reila. Naukowiec próbuje nakłonić do współpracy polskiego wynalazcę inż. Pułkowskiego pracującego przed wojną nad konstrukcją silników odrzutowych. Z polecenia Klossa do otoczenia Reila dociera „Danka” będąca odtąd jako jego sekretarką i kochanką. Na przyjęciu u gubernatora dystryktu Kloss poznaje tajemniczego włoskiego prestidigitatora, prof. Rioletto. Włoch zastrasza Puschkego, podwładnego Reila. Niemiec bojąc się Rioletta stawia się u Klossa wyjawiając mu, że Włoch jest agentem brytyjskiego wywiadu. Na skutek działań Brunnera, który prowadzi śledztwo związane z akcją sabotażową wpadają członkowie siatki komunistycznej, Edward Kania i Kazimierz Okoń. W domu Edwarda będącego szefem siatki i kontaktem J-23 zorganizowany zostaje „kocioł”. „Janek” i „Danka” opracowują plan odbicia Pułkowskiego i uwolnienia przetrzymywanych w kotle.
W imieniu Rzeczypospolitej
Późna wiosna 1943. Kloss pracuje teraz w Warszawie współpracując z grupą komunistyczną, w której zna tylko jednego człowieka – emeryta Józefa Podlasińskiego, który egzystuje dzięki przybraniu czterech fikcyjnych tożsamości jednocześnie. Na skutek działań asa kontrwywiadu i szefa miejscowej sekcji Gestapo, SS-Hstuf Otto Neumanna wpada radiotelegrafista, krawiec Marian Skowronek, który za cenę życia zgadza się pójść na współpracę z Niemcami. Celem Neumanna jest infiltracja siatki i schwytanie poszukiwanego od pewnego czasu agenta J-23. Dzięki działaniom „Janka” i Podlasińskiego konspiratorzy „Adam” i „Zięba” unikają aresztowania, odkrywają także zdradę Skowronka, któremu jednak udaje się uciec w czasie nalotu Abwehry na jego mieszkanie. Tymczasem Podlasiński wpada w łapance, zaś przybyli do oddziału „Bartka” wysłannicy radzieckiej centrali wydają wyrok śmierci na Klossa, którego uznają za zdrajcę. Na szczęście wykonanie wyroku nie udaje się, zaś niewinność Klossa po dotarciu do partyzantów, potwierdza Podlasiński.
Podwójna gra
Czerwiec 1943. Niemcy nie ustają w poszukiwaniach J-23. Warszawska Abwehra aresztuje Polaka Toczka, pracownika Arbeitsamtu, którego błędnie uznaje za agenta. Zwierzchnik Klossa, mjr von Gerollis postanawia zastąpić go swoim człowiekiem, volksdeutschem Lipwskym, który rozpocznie grę z siatką, w której już działa niemiecki agent. Porucznik ma urządzić lokal kontaktowi i odbierać meldunki Lipowsky’ego. Ze wszystkich ludzi w grupie GL PPR „Janek” może ufać tylko zakochanej w nim łączniczce „Krystynie”. Umawia ona Klossa z ppor. „Wandą” przysłaną z centrali, J-23 przedstawia jej plan działania, zgodnie z którym „Krystyna” zajmie jej miejsce i będzie przekazywać podszywającemu się pod niego agentowi fikcyjne meldunki w czasie, gdy „Wanda” wykona swoje zadanie. Do akcji postanawia zaangażować swoje stryja, przedwojennego pracownika polskiego wywiadu.
Ostatnia szansa
Początek lipca 1943. Do Warszawy przyjeżdża niemiecki konstruktor prof. von Henning. Kloss i szef jednej z grup GL PPR, „Marcin” do zdobycia jego planów postanawiają wykorzystać przydzielonego do ochrony naukowca kpt. Willego Rupperta, alkoholika i hazardzistę pracującego przed wojną dla polskiego wywiadu. Szantażowany oficer zgadza się po raz kolejny wykonać szpiegowską misję przeciwko Rzeszy, zostaje jednak zdekonspirowany i zmuszony do pracy dla SS-Stubaf Lothara przez pracującą dla Gestapo córkę profesora, Benitę. J-23 mimo swojej początkowej niechęci spowodowanej uczuciami wysyła na misję „Annę”, której udaje się zdobyć plany w przebraniu Benity. Zniknięcie córki von Henninga stawia na nogi wszystkie ograny policji i bezpieczeństwa w mieście. Wkrótce chcący się wykazać Ruppert aresztuje „Annę”. Kloss postanawia ratować dziewczynę.
Café Rosé
Lato 1943. Gen. Eberhardt na prośbę SS-Staf Resmanna oddelegowuje por. Klossa do dyspozycji SD. Zostaje on wysłany do neutralnej Turcji, gdzie ma zdekonspirować działającego w stambulskim konsulacie Rzeszy brytyjskiego agenta. Sprawa jest dla Niemców bardzo ważna i delikatna ze względu na radykalną politykę neutralności Turcji oraz rodzącą się sympatię tureckich polityków wobec Aliantów. Jako przedstawiciel handlowy J-23 nawiązuje kontakt z konsulem Grandelem i radcą Witte, a także swoim kontaktem, radziecką agentką Rose-Marie Laurin prowadzącą nocny lokal „Café Rosé”. Poznaje także dwóch tajemniczych mężczyzn, Greka Christopoulisa i Gruzina księcia Mdżawanadze, przedstawiciela białej emigracji. W czasie przyjęcia u konsula ktoś morduje Rose, zaś Kloss słusznie zauważa, że każdy podejrzewa każdego o bycie czyimś szpiegiem.
Podwójny nelson
Koniec sierpnia 1943. Berlińska Abwehra dekonspiruje Ewę Fromm, agentkę brytyjskiego wywiadu. Zastępca adm. Wilhelma Canarisa, gen. Langner z planami nowej operacji zapoznaje Hannę Bösel, kpt. Boldta i pracującego w centrali od niedawna por. Hansa Klossa. Bösel jako Ewa Fromm ma dostarczyć płk „Konradowi”, oficerowi wywiadu AK, mikrofilm z fałszywymi planami Wału Atlantyckiego, który przekaże je Aliantom. Przebywający oficjalnie na urlopie Kloss ma za zadanie ją ubezpieczać oraz nawiązać kontakt z Pluszem, agentem Niemców w ośrodku wypoczynkowym w Lisku. Jednocześnie Niemcy szykują się na przybycie do miasteczka nieznanej im osoby, która wykradła prawdziwe plany umocnień ze skrytki Fromm. Do tego samego ośrodka wypoczynkowego przyjeżdża z Berlina tajemniczy nadradca Gebhardt, którego sprawdzenie „Janek” poleca „Maciejowi” z wywiadu GL PPR.
Przedostatni seans
Październik 1943. Kloss dalej pracuje w Berlinie gdzie jego kontaktem jest starzec „Arnold”, były członek KPD. Przekazuje mu on zadanie z centrali, którym jest likwidacji szwedzkiej piosenkarki Ingrid Kield. Przez długi czas była kurierką Sowietów, zdradziła jednak po śmierci swojego ukochanego Heiniego Koetla, wydając łączników w ręce Gestapo. Likwidacja kobiety musi zostać przeprowadzona przed przyjazdem łączniczki z Paryża. Próba otrucia zdrajczyni i zastrzelenia jej w mieszkaniu narzeczonego kończy się fiaskiem. Ostatnią szansą jest umówione spotkanie w kinie „Roma” kilka godzin przed przyjazdem łączniczki. Kield znika jednak bez śladu, a Kloss i Gestapo rozpoczynają jej poszukiwania. Trop prowadzi J-23 do gen. von Boldta, przełożonego nieżyjącego narzeczonego Ingrid. Jednocześnie wpada przypadkowo na ślad kontaktów armijnego oporu z wywiadem amerykańskim.
Parszywy listopad
Opowiadanie było publikowane tylko raz, w latach 90 na łamach „Skandali” pod tytułem Partia szachów. W czasach Polski Ludowej jego publikację zatrzymała cenzura
Druga połowa listopada 1943. W lokalu kontaktowym Abwehrstelle Warschau zostaje popełnione brutalne morderstwo na tle seksualnym, ofiarą jest młody mężczyzna. W prowadzone przez kom. Tadeusza Lednickiego z granatowej policji śledztwo wplątuje się, obecny w czasie zabezpieczania śladów zbrodni pracujący znów w stolicy por. Kloss. Porucznik ma spotkać się w mieszkaniu z niemieckim agentem na polecenie płk Hoffmanna, szefa Abwehry w okupowanym mieście. Okazuje się, że nie jest to pierwsza taka zbrodnia w Warszawie, sprawą interesuje się także SS-Ostubaf Georg Stammler, przybyły do Warszawy z Radomia, gdzie, jak dowiaduje się Kloss, również zdarzały się podobne przestępstwa. Jednocześnie J-23 otrzymuje informację, że ma spotkać się z innym agentem, ważną figurą w radzieckiej centrali, celem skoordynowania działalności wywiadowczej przeciwko hitlerowcom.
Żelazny Krzyż
Zima 1943. Hrabia Edwin Wąsowski organizuje polowanie w podwarszawskich lasach. Utrzymuje on bardzo dobre stosunki z niemiecką kadrą oficerską, bywał nawet u generalnego gubernatora Hansa Franka na Wawelu. SS-Staf Max Dibelius, komendant Sipo-SD w Warszawie, przypadkowo odnajduje w domu Wąsowskiego paczkę dolarów i mikrofilm z planami Wilczego Szańca. Przedwojenny agent polskiego wywiadu pracujący w Niemczech został kilka miesięcy wcześniej razem ze swoim przełożonym przejęty przez siatkę komunistyczną. Sprawa ma być prowadzona dwutorowo przez Gestapo reprezentowane przez SS-Hstuf Adolfa Lose i Abwehrę, z której ramienia działa Hans Kloss. J-23 wpada na pomysł przekonania Wąsowskiego do współpracy z Niemcami i wymówienia im o istnieniu wewnątrz armii spisku na życie Adolfa Hitlera. Rzekomymi spiskowcami mają być hitlerowcy uznani przez dowództwo GL PPR za zbrodniarzy wojennych. Wąsowski sypie domniemanych spiskowców, zaś Kloss za udaną akcję otrzymuje z rąk Hitlera Żelazny Krzyż.
Hasło
Wczesna wiosna 1944. „Ciotka Zuzanna” nawiązuje kontakt z grupą francuskiego podziemia w Saint-Gilles, informując ją o rychłym przybyciu do miasta agenta J-23. W czasie podróży do Francji pociąg Klossa zostaje zbombardowany a on sam trafia do szpitala w Wiesbaden. W tym czasie czekający na Janka „Jean-Pierre”, bojownik Ruchu Oporu występujący jako członek OT, podaje hasło ppor. Erikowi von Vormannowi, biorąc go błędnie za J-23. W czasie nieudanej próby odbicia „Marka”, miejscowego komendanta maquis, ranny „Jean-Pierre” zostaje zatrzymany przez Vormanna, a szef kontrwywiadu płk Elert wydobywa z niego odzew hasła. Po rekonwalescencji odrzucający możliwość urlopu Kloss dociera do Normandii. Na spotkaniu z von Vormannem odpowiada na odzew, biorąc go za agenta centrali. Wschodniopruski szlachcic zaczyna szantażować Klossa, który razem z Jeanne Mole i „Henri” opracowują plan odbicia „Marka”.
Spiskowcy
Początek lipca 1944. Hans Kloss pracuje w Krakowie. Od czasu rozwiązania Abwehry w lutym 1944 podlega SS-Stubaf Greinerowi z SD. Prowadzi on śledztwo w sprawie zabójstwa płk von Oströma, podwładnego gen. von Rasha, który zginął na oczach kochanki w jej mieszkaniu. „Marcin”, kontakt Klossa z Armią Ludową, przekazuje J-23 informację, że chce się z nim widzieć płk „Konrad” z kontrwywiadu AK. Okazuje się nim być stary znajomy „Janka” z Liska-Zdrój. Ostrzega on Klossa przed niebezpieczeństwem: Hannę Bösel aresztowało Gestapo na skutek donosu kogoś z oddziału spod Liska, kto przed rokiem mógł widzieć tam Klossa. Zaniepokojonego J-23 martwi także znajomość z Alicją, nieznaną Polką, z którą utrzymuje intymne stosunki - kobieta sprawia wrażenie, że wie kim agent jest w rzeczywistości. Tymczasem kpt. Ernst Henke, były pracownik centrali Abwehry, proponuje Klossowi przyłączenie się do spisku na życie Hitlera.
Kuzynka Edyta
Przełom 1944 i 1945. Oddział AL „Bartka” ma za zadanie wysadzenie wiaduktu ze względu na zbliżającą się radziecką ofensywę. W zdobyciu planów pomaga im ponownie służący w Radomiu J-23. Do miasta przyjeżdża niespodziewanie Edyta Lausch, kuzynka i młodzieńcza miłość prawdziwego Hansa Klossa. Awansowany do stopnia hauptmanna Hans Kloss, bojąc się dekonspiracji postanawia rozegrać spotkanie po latach w wieczór sylwestrowy, na który oprócz mjr Brocha zaprasza m.in. Edytę. Edyta na szczęście rozpoznaje w nim prawdziwego Hansa a jej obecnością bardziej przejęty wydaje się być Brunner będący teraz komendantem Sipo-SD na dystrykt. Tej samej nocy ktoś próbuje zabić Niemkę we własnym łóżku. Prowadzący śledztwo Brunner stara się wykazać powiązania dziewczyny i sapera kpt. Schneidera z polskim podziemiem. W sprawę angażuje się osobiście „Janek”, który zakochuje się w pierwszej miłości swojego sobowtóra. Śledztwo Janka odkrywa, że kilka lat wcześniej Brunner dokonał napadu rabunkowego na miejscowego notabla, a świadek zajścia, Edyta zagraża mu obecnie.
Akcja „Liść Dębu”
Luty 1945. Armia Czerwona i Wojsko Polskie próbują przełamać Wał Pomorski. Jeden z odcinków niemieckiego pasa obrony w rejonie miasta Fryburg zajmuje dywizja pancerna gen. Pfistera, w której sztabie pracuje kpt. Hans Kloss. Jego kontaktem jest emeryt Tomala, przedstawiciel miejscowej Polonii. Przekazuje on szpiegowi informacje o planowanej akcji „Liść Dębu” – polscy spadochroniarze wylądują na skraju lasu Weipert przechodząc przez niego do miasta, zajmując następnie mający ważne znaczenie strategiczne most. J-23 decyduje się odwołać akcję z powodu ściągnięcia do lasu posiłków przez wojska niemieckie. Jedyną osobą, która może to zrobić jest radiotelegrafista ukrywający się w innym mieście pod nazwiskiem Weiss. Tomala wysyła z meldunkiem oddzielnie swojego wnuka Erwina i pracownicę przymusową Jankę. Z dwojga łączników do Weissa dociera tylko dziewczyna, niestety, na miejscu wpada w kocioł Gestapo. Jedynym ratunkiem jest akcja samego J-23.
Oblężenie
17 marca 1945. Kloss znajduje się w oblężonej przez 1 Armię WP Twierdzy Kolberg, której obroną kieruje płk Broch, jeden z dawnych przełożony Klossa. Siłami policji i bezpieczeństwa dowodzi, awansowany na SS-Sturmbannführera Brunner. SS-mann nie ukrywa przed Klossem swoich obaw przed nadchodzącą ofensywą i proponuje mu spółkę w bliżej nieznanym celu, którą Kloss odrzuca. J-23 otrzymuje zadanie zatrzymania w mieście cennego dla wywiadu prof. Fritza Glassa oraz niedopuszczenia do zniszczenia jego fabryki. Odnosi sukces, przekonując profesora do rezygnacji z ewakuacji oraz nawiązując kontakt z ruchem oporu w zakładzie przy pomocy Basi, Polki będącej gospodynią w domu Glassów. Sprawy komplikują się, kiedy zostają odnalezione zwłoki Glassa a Niemcy namierzają komunistyczną radiostację i dowiadują się o planach robotników od inż. Alfreda Kroll, bratanka przywódcy buntu. Zeznania inżyniera powodują, że Brunner dekonspiruje agenta J-23.
Spotkanie na zamku
Druga połowa kwietnia 1945. Po blisko czertach latach szpiegowskiej działalności mjr Stanisław Moczulski nie musi już nosić nienieckiego munduru. Pracuje teraz w sztabie 2 Armii WP przechodzącej właśnie chrzest bojowy w operacji łużyckiej. Przesłuchuje wziętego do niewoli oficera byłego niemieckiego wywiadu wojskowego, który ujawnia, że płk Ring ukrył w rejonie swojej rodzinnej miejscowości kontrolowanej teraz przez Polaków archiwum Abwehrstelle Breslau. Mimo obaw spowodowanych dekonspiracją i niechęci do ponownego udawania hitlerowca Staszek znów wciela się w rolę Hansa Klossa i udaje się do apteki brata Ringa. Przebywają tam obecnie gospodyni Berta, opiekun interesu Wilhelm Schenk, SS-Stuf Anna-Maria Elken i Inga, bratanica obersta wiedząca wszystko o archiwum. W czasie śledztwa ktoś denuncjuje Klossa Polakom, prowadzonego na rozstrzelanie w ostatniej chwili ratuje jego kontakt, por. Nowak. Jednocześnie do miasta dociera kontratak niemieckiej Grupy Armii „Środek”. Ujawnia się Ring oraz Schenk.
Poszukiwany Gruppenführer Wolf
Ostatnie dni II wojny światowej. Pozbawiony kontaktu z dowództwem armii Staszek, jako Hans Kloss znalazł się ponownie w szeregach Wehrmachtu. Po otrzymaniu informacji o śmierci Hitlera dowódca dywizji pancernej gen. Willmann postanawia poddać się Amerykanom, nakazując uprzednio Klossowi otoczenie gmachu Sipo-SD, by uniemożliwić ucieczkę jego funkcjonariuszom, m.in. SS-Ostubaf Wormitzowi, SS-Stubaf Ohlerstowi, SS-Stubaf Lübowowi i SS-Staf Fahrenwirstowi. Do obozu jenieckiego zarządzanego przez amerykańskiego oficera, por. Lewisa przejeżdżają kpt. Karpinsky i kpt. Roberts z wywiadu. Ich zadaniem jest odnalezienie ukrywającego się w nim pod obcym nazwiskiem SS-Gruf Wolfa, zbrodniarza wojennego, którego wydania od władz amerykańskich domagają się Sowieci i Polacy. Kloss godzi się pomóc amerykanom złapać Wolfa przenikając do konspiracji esesmanów. Nie wie, że w obozie przebywa także Hermann Brunner, który go zdekonspirował w Kolbergu.
Malavita
Opowiadanie publikowane było tylko raz, w latach 70, na łamach Trybuny Robotniczej jako zapowiedź kontynuacji serialowej wersji „Stawki”
Lata 70 XX wieku. Stanisław Moczulski, oficer polskiego wywiadu działający w czasie wojny pod kryptonimem J-23 jako Hans Kloss, oficer niemieckiego kontrwywiadu wojskowego, zajmuje się teraz rozpracowaniem międzynarodowej organizacji nazistowskiej o kryptonimie „W”. Jej działalność opiera się m.in. na wywoływaniu konfliktów międzynarodowych, aktach sabotażu, ochronie ukrywających się hitlerowskich zbrodniarzy i przemycie narkotyków. Jako Jean Kloss-Moczulski, reaktor francuskiej gazety „Les études économiques”, udaje się do Rzymu, a następnie do miasta Malavita w Ameryce Południowej celem rozpracowania i zlikwidowania organizacji. Wśród osobistych rzeczy ma ze sobą zdjęcie Hermanna Brunnera, którego ostatni raz widział w obozie jenieckim w 1945. Słusznie podejrzewa, że działa on w organizacji, ale nie wie, że to właśnie Brunner kieruje organizacją „W” jako dr Gebhardt.

## Wydania
Powieść pt. „Stawka większa niż życie” została wydana w Polsce łącznie pięć razy, powstał także jeden audiobook. Nigdy nie zostały wydane jednak wszystkie opowiadania jednocześnie.
Wydanie pierwsze: wydawnictwo „Iskry”, powieść składała się z trzech tomów ukazujących się w rocznych odstępach czasu w latach 1969–1971. Nakład wyniósł 100 tys. egzemplarzy.
- Tom I – Drugie narodziny, Partia domina, Ostatnia szansa, Wsypa, Noc w szpitalu, Kuzynka Edyta
- Tom II – Przedostatni seans, Kurierka z Londynu, Ściśle tajne, Hasło, W imieniu Rzeczypospolitej, Spotkanie w zamku
- Tom III – Żelazny Krzyż, Café Rosé, Podwójny nelson, Akcja „Liść dębu”, Oblężenie, Poszukiwany Gruppenfuehrer Wolf

Wydanie drugie: wydawnictwo „Iskry”, dwa tomy powieści wydano w odstępie roku w latach 1976–1977. Nakład wyniósł 100 tys. egzemplarzy.
- Tom I – Partia domina, Ostatnia szansa, Ściśle tajne, Przedostatni seans, W imieniu Rzeczypospolitej, Hasło
- Tom II – Żelazny Krzyż, Podwójny nelson, Café Rosé, Kuzynka Edyta, Spotkanie w zamku, Poszukiwany Gruppenfuehrer Wolf

Wydanie trzecie: Wydawnictwo Ministerstwa Obrony Narodowej, 1989. Nakład każdego tomu wyniósł 80 tys. egzemplarzy.
- Tom I „Drugie narodziny” – Drugie narodziny, Partia domina, Podwójna gra, Ostatnia szansa, Wsypa, Noc w szpitalu, Ściśle tajne
- Tom II „Kurierka z Londynu” – Przedostatni seans, Kurierka z Londynu, Hasło, W imieniu Rzeczypospolitej, Żelazny Krzyż, Podwójny nelson
- Tom III „Spotkanie na zamku” – Café Rosé, Kuzynka Edyta, Spiskowcy, Akcja „Liść dębu”, Oblężenie, Spotkanie na zamku, Poszukiwany Gruppenfuehrer Wolf

Wydanie czwarte: Polski Dom Wydawniczy, 1994
- Tom I „Podwójna gra” – Partia domina, Ostatnia szansa, Podwójna gra
- Tom II „Ściśle tajne” – Wsypa, Noc w szpitalu, Ściśle tajne

Nie ukazał się tom III pt. „Przedostatni seans”. Miał on zawierać opowiadania Kurierka z Londynu, Parszywy listopad (opowiadanie opublikowane tylko raz na łamach „Skandalistów” i Przedostatni seans.
Wydanie piąte: wydawnictwo „Anta”, 2000. Był to zestaw opowiadań, który autorzy nazwali „zbiorem kanonicznym”.
- Tom I – Drugie narodziny, Partia domina, Podwójna gra, Ostatnia szansa, Wsypa, Noc w szpitalu, Ściśle tajne, Przedostatni seans, Hasło
- Tom II – W imieniu Rzeczypospolitej, Żelazny Krzyż, Podwójny nelson, Café Rosé, Kuzynka Edyta, Akcja „Liść dębu”, Oblężenie, Spotkanie na zamku, Poszukiwany Gruppenfuehrer Wolf

Audiobook, wydanie pierwsze: Agoy.pl, 2012 (3 płyty CD, format mp3, czas odtwarzania – 35 godzin 16 minut). Lektorem powieści był Stanisław Mikulski, autor grający postać agenta J-23 w serialu i teatrze telewizji. Jest to zarazem jedyne dotąd wydanie zawierające chronologiczną kolejność opowiadań a także drugie po wydaniu III mieszczące w sobie wszystkie opowiadania:
- CD 1 – „Drugie narodziny”, „Noc w szpitalu”, „Kurierka z Londynu”, „Partia domina”, „Wsypa”, „Ściśle tajne”, „W imieniu Rzeczypospolitej”.
- CD 2 – „Podwójna gra”, „Ostatnia szansa”, „Café Rose”, „Podwójny nelson”, „Przedostatni seans”, „Żelazny Krzyż”.
- CD 3 – „Hasło”, „Spiskowcy”, „Kuzynka Edyta”, „Akcja «Liść dębu»”, „Oblężenie”, „Spotkanie na zamku”, „Poszukiwany Gruppenführer Wolf”